# Lake Gairdner National Park
Lake Gairdner National Park är en park i Australien. Den ligger i delstaten South Australia, omkring 440 kilometer nordväst om delstatshuvudstaden Adelaide. Lake Gairdner National Park ligger 121 meter över havet.
Trakten runt Lake Gairdner National Park är nära nog obefolkad, med mindre än två invånare per kvadratkilometer.. Det finns inga samhällen i närheten.
Trakten runt Lake Gairdner National Park är ofruktbar med lite eller ingen växtlighet. Genomsnittlig årsnederbörd är 207 millimeter. Den regnigaste månaden är maj, med i genomsnitt 37 mm nederbörd, och den torraste är oktober, med 6 mm nederbörd.